# Patinação artística nos Jogos Pan-Americanos de 2011 - Masculino
A competição masculina da patinação artística sobre rodas nos Jogos Pan-Americanos de 2011 foi disputada por sete patinadores no Patinódromo Pan-Americano nos dias 23 e 24 de outubro. O brasileiro Marcel Stürmer se tornou tricampeão pan-americano da competição.

## Calendário
Horário local (UTC-6).
| Data          | Horário | Fase                 |
| ------------- | ------- | -------------------- |
| 23 de outubro | 17:15   | Programa curto       |
| 24 de outubro | 18:00   | Programa longo Final |

## Medalhistas
| Ouro   | BRA Marcel Stürmer   |
| Prata  | ARG Daniel Arriola   |
| Bronze | COL Leonardo Parrado |

## Resultados
| Pos.              | Patinador        | País               | Programa curto | Programa longo | Total |
| ----------------- | ---------------- | ------------------ | -------------- | -------------- | ----- |
| Medalha de ouro   | Marcel Stürmer   | BRA Brasil         | 130,6          | 134,2          | 533,2 |
| Medalha de prata  | Daniel Arriola   | ARG Argentina      | 123,7          | 129,8          | 513,1 |
| Medalha de bronze | Leonardo Parrado | COL Colômbia       | 118,6          | 124,8          | 493,0 |
| 4                 | John Burchfield  | USA Estados Unidos | 118,8          | 122,4          | 486,0 |
| 5                 | José Luis Díaz   | CHI Chile          | 112,9          | 118,9          | 469,6 |
| 6                 | Orlando García   | MEX México         | 111,4          | 107,2          | 433,0 |
| 7                 | Daniel Curbelo   | CUB Cuba           | 105,7          | 103,5          | 416,2 |